# Chrüzlipass
Der Chrüzlipass ist ein Gebirgspass in den Glarner Alpen. Auf einer Höhe von 2347 m ü. M. verbindet er die Orte Amsteg im Kanton Uri und Sedrun im Kanton Graubünden. Über den Pass führt ein Saumpfad. 

## Lage

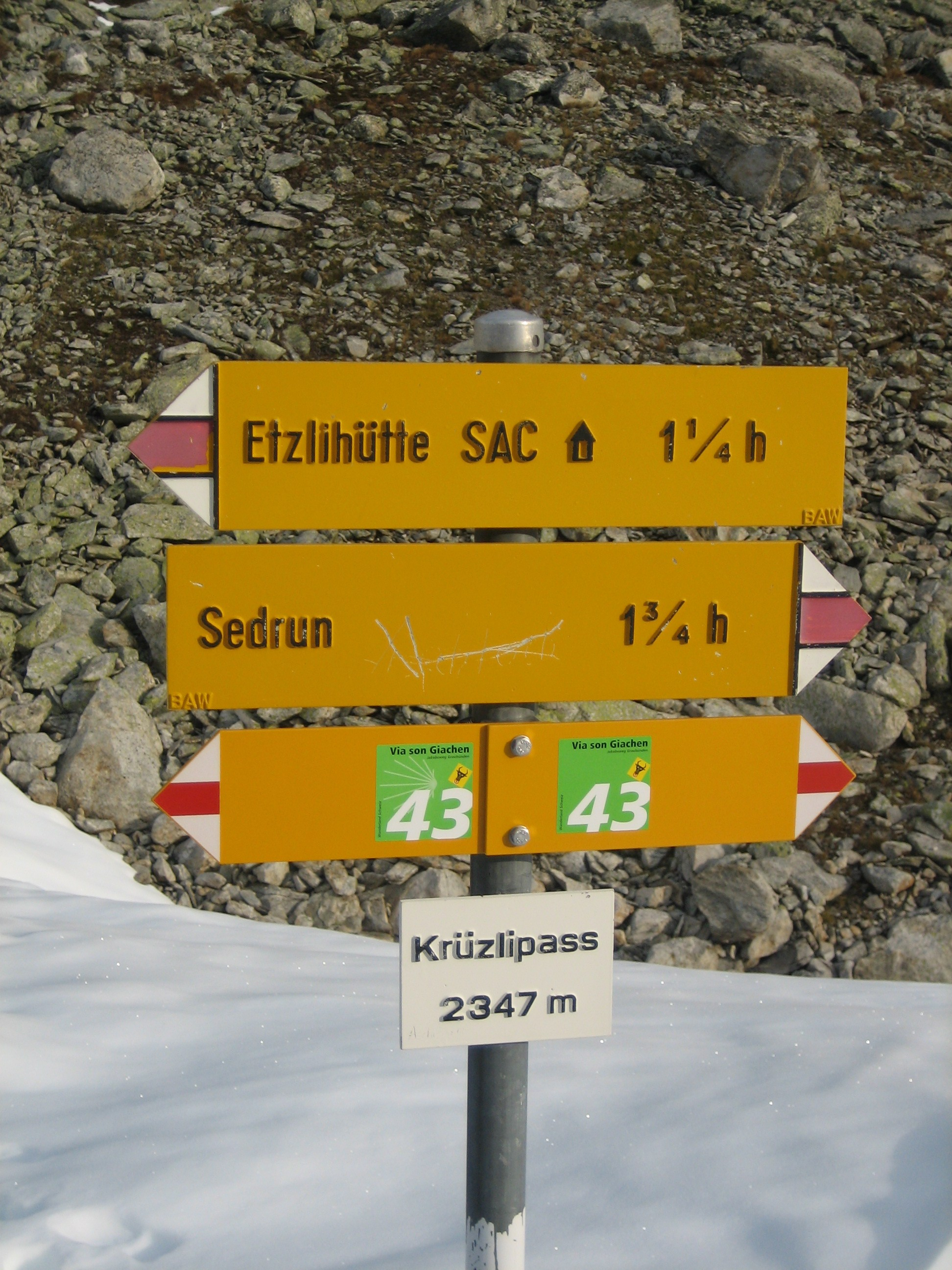
Wegweiser auf der Passhöhe

Der Pass liegt zwischen dem Witenalpstock (3016 m) im Norden und dem Chrüzlistock (2717 m) im Südwesten. Weiter im Nordosten liegt der Oberalpstock. Unter dem Pass verläuft der Gotthard-Basistunnel der Gotthardachse der NEAT.
Aus dem hinteren Etzlital, einem Seitental des Maderanertals, steigt der Pfad durch das Chrüzlital nach Osten zur Passhöhe an. Am Beginn des Chrützlitals, dort wo sich das Etzlital nach Westen zur Pörtlilücke wendet, liegt die Etzlihütte.  
Auf der anderen Seite des Chrützlipasses führt der Weg hinab ins Val Strem, das bei der Alp Strem erreicht wird, und weiter durch das Tal hinaus nach Sedrun. Das Val Strem ist hingegen seit einem Felssturz im Jahr 2016 im mittleren Teil gesperrt (Aktualisierung im Sommer 2019), da ein noch grösserer Abbruch befürchtet wird. Die Sperrzone muss weiträumig mit einem über 300 Meter hohen Gegenanstieg zur Alp Caschlè umgangen werden. Als Alternative bietet sich der Weg über Mittelplatten (2484 m ü. M.) und das Val Milà an.

## Geschichte
Es wird vermutet, dass der Chrützlipass schon zur Eisenzeit begangen wurde. Er diente lange als Verbindung nicht nur vom Tujetsch nach Norden, sondern auch von der Alpensüdseite in Verbindung mit dem Lukmanierpass. Die Bewohner von Tujetsch nutzen den Pass, um Kleinvieh in die Innerschweiz zu verkaufen und für Pilgerfahrten nach Einsiedeln. Zudem verband er die Klöster Disentis und Engelberg.
Während des Zweiten Koalitionskriegs im Jahr 1799 überstiegen österreichische Truppen den Pass.